# Yukarıkarakuyu, Gölbaşı
Yukarıkarakuyu là một xã thuộc huyện Gölbaşı, tỉnh Adıyaman, Thổ Nhĩ Kỳ. Dân số thời điểm năm 2011 là 422 người.